# Integrated Services Digital Network

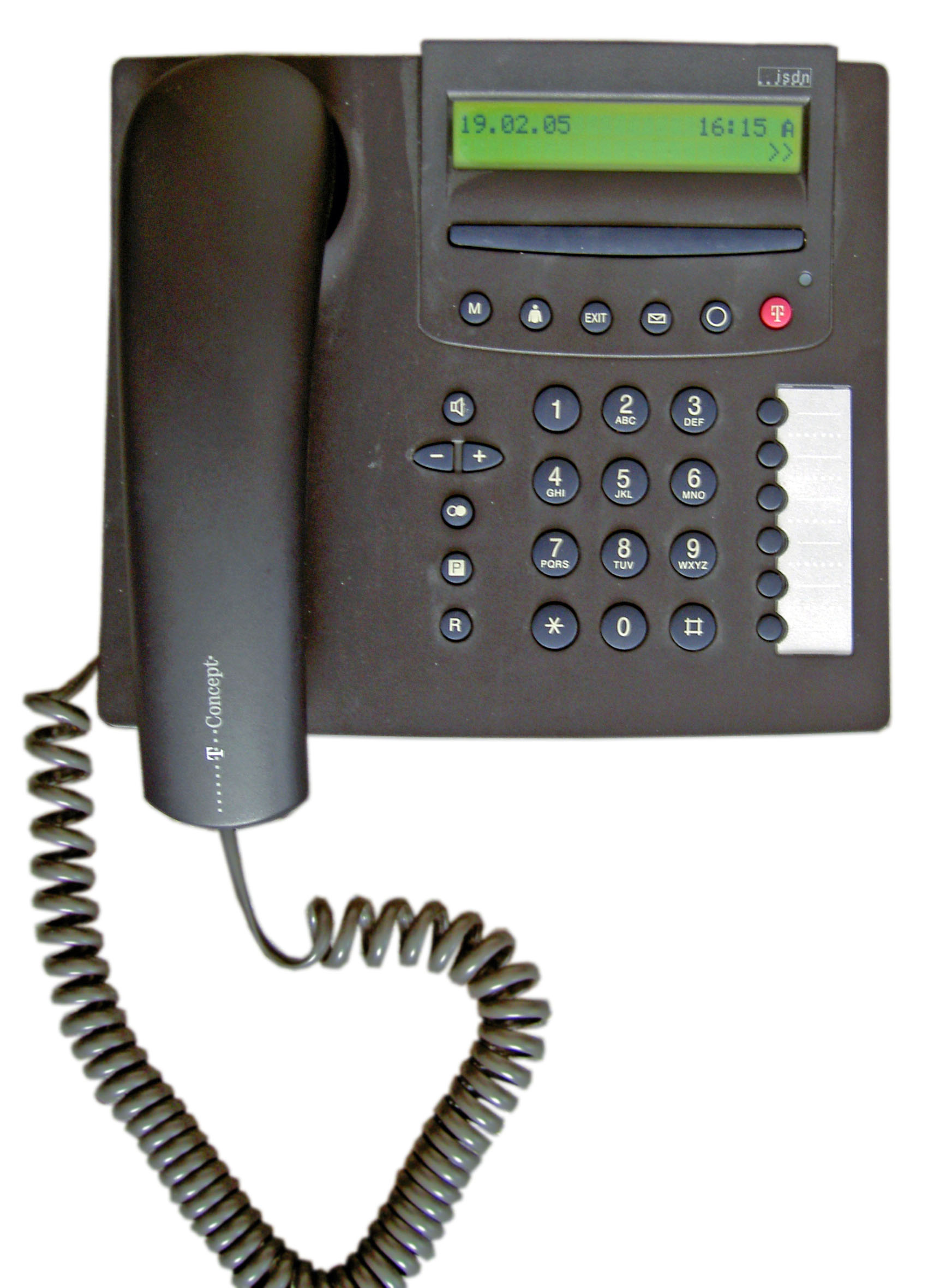
ISDN-Telefon

Integrated Services Digital Network bzw. Integriertes Sprach- und Datennetz (ISDN) ist ein internationaler Standard für ein digitales Telekommunikationsnetz. Der deutschsprachige Begriff Integriertes Sprach- und Datennetz war der ursprüngliche Begriff; er stand gleichberechtigt (teilweise sogar bevorzugt) neben dem englischsprachigen Begriff, der auch im deutschen Sprachraum eingeführt wurde, um der Internationalität des Systems Rechnung zu tragen. Der internationale Begriff lässt sich alternativ auch deutsch als dienstintegrierendes digitales Netz übersetzen. Über dieses Netz werden verschiedene Dienste wie Fernschreiben (Telex), Teletex, Datex-L (leitungsvermittelte Datenübertragung), Datex-P (paketvermittelte Datenübertragung) und Telefonie übertragen und vermittelt.
Vor der Einführung von ISDN gab es für die genannten Dienste jeweils eigene Netze, zwischen denen es Übergänge (Gateways) gab, zum Beispiel zwischen Fernschreibnetz und Teletex oder vom Telefonnetz zu den Datex-Netzen. Da das Telefonnetz das bekannteste der genannten Netze war und auch heute der Dienst Telefonie der meistgenutzte ist, wird die Bezeichnung ISDN oft mit Telefon gleichgesetzt.
Durch Ablösung der analogen Vermittlungsstellen durch Digitaltechnik konnte die Leistungsfähigkeit der Teilnehmeranschlussleitung verdoppelt werden (gleichzeitig zwei Gespräche bzw. Verbindungen); dabei blieb die Bedienung der Endgeräte für den Benutzer weitgehend gleich. Die Datenfernübertragung (z. B. auch die Einwahl ins Internet) ist mit ISDN schneller und komfortabler als mit einem Telefonmodem.
Inzwischen gibt es weitere Techniken zum Telefonieren, etwa GSM, UMTS und LTE beim Mobilfunk, sowie IP-Telefonie (VoIP). Lange Zeit bildete ISDN die Basis für alle anderen Telefonnetze. Netztechnisch wurden alle Vermittlungsstellen in Deutschland auf ISDN umgestellt, wobei aber die Teilnehmeranschlüsse nicht digitalisiert werden mussten. Die Kanäle von analog aufgeschalteten Teilnehmern werden von den Vermittlungsstellen in ein digitales Signal gewandelt und weitervermittelt. Neue Anschlüsse werden in Deutschland aber meist per Next Generation Network (NGN) realisiert.
Seit Anfang der 2000er Jahre besaß jedes Mitgliedsland der Europäischen Union ISDN-Telekommunikationsstrukturen. In Deutschland war ISDN flächendeckend verfügbar.

## Geschichtliche Entwicklung

### Weltweit
In den 1970er Jahren erreichte die Digitaltechnik das Telefonnetz und sollte die mechanischen Vermittlungsstellen ersetzen. Damit sollte eine bessere Auslastung der Leitungen und mehr Komfort für die Benutzer erreicht werden. Die zuständige Organisation, das Comité Consultatif International Téléphonique et Télégraphique (CCITT, heute ITU Telecommunication Standardization Sector (ITU-T), ein beratender technischer Ausschuss der Internationalen Fernmeldeunion (ITU)), erarbeitete dazu technische Spezifikationen (Recommendations) für ein digitales Telefonnetz, die unter dem Namen ISDN 1980 erstmals verabschiedet wurden.

### Europa
Mitte der 1980er Jahre befürchteten zahlreiche Strategen in der europäischen Elektroindustrie und der damaligen EG-Kommission, dass Europa auf dem Gebiet der Telekommunikation gegenüber den USA und Japan deutlich ins Hintertreffen geriete, wenn es nicht gelänge, die staatsmonopolistischen Anachronismen abzuschaffen und den Wettbewerb nationaler Sonderlösungen zu beenden.
Um dieses Szenario zu verhindern, sollten einheitliche Normen und gemeinsame Märkte geschaffen werden. 1988 wurde dazu von der EG-Kommission das Europäische Institut für Telekommunikationsnormen (ETSI) gegründet, das Standards für ein gemeinsames digitales Telefonnetz erarbeiten sollte. Am 6. April 1989 wurde unter seiner Leitung von 26 Netzbetreibern aus 20 europäischen Ländern der DSS1-Standard (auch Euro-ISDN genannt) ins Leben gerufen, der die nationalen ISDN-Systeme vereinheitlichen sollte und einige technische Verbesserungen brachte. Im Dezember 1993 erfolgte die Einführung von Euro-ISDN auf der Basis des Memorandum of Understanding on the Implementation of a European ISDN.

### Deutschland

ISDN: Sonderbriefmarke der Deutschen Bundespost von 1988

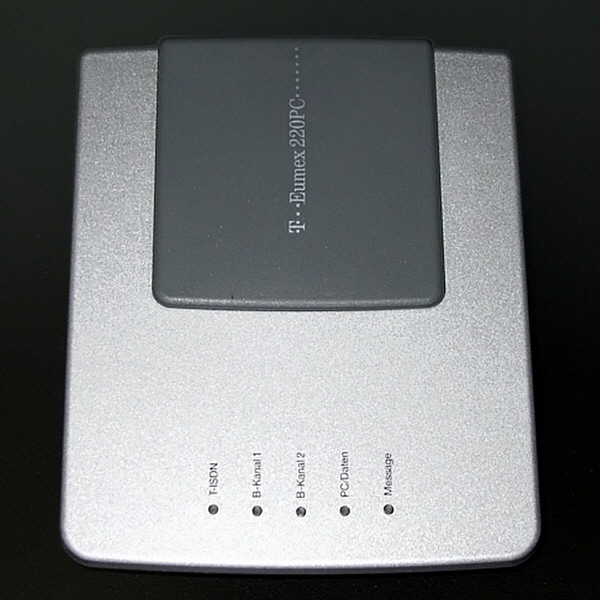
ISDN-Telefonanlage Eumex 220PC

In der Bundesrepublik Deutschland entschied die Deutsche Bundespost 1979, alle Ortsvermittlungsstellen zu digitalisieren. Bei Feldversuchen in Berlin (unter dem Namen DIGON = „DIGitales OrtsNetz“) hatte sich gezeigt, dass durch den Einsatz digitaler Technik zwei unabhängige Duplex-Kanäle simultan übertragen werden konnten. 1982 fiel die Entscheidung für die ISDN-Technik und die Pläne wurden konkretisiert. Darauf folgte der Bau einer Teststrecke in West-Berlin sowie schließlich 1987 zwei Pilotprojekte in Mannheim und Stuttgart. 1989 begann der offizielle Betrieb des nationalen ISDN nach dem 1TR6-Standard (damals durch die Deutsche Bundespost einfach als ISDN, heute zur besseren Unterscheidbarkeit als nationales ISDN bezeichnet). Die Deutsche Bundespost war damit der Vorreiter für ISDN in Europa.
Die Digitalisierung des seit 100 Jahren analogen Telefonnetzes galt als gigantisches Investitionsprojekt, mit dem die Bundesrepublik und ihre Telekommunikationskonzerne an die Spitze im zukunftsträchtigen Telekommunikationsmarkt katapultiert werden sollten. Bei diesem ersten großen Digitalisierungsprojekt stand schon von Beginn an die Trennung des Digitalen Transportwegs von den darauf beruhenden Diensten (als zusätzlicher Kommunikationsdienst) im Vordergrund. Da das Internet noch nicht verbreitet war, dachte man zunächst vorwiegend an Bildübertragung bzw. Bildtelefonie. Da viele Verbraucher den Sinn der Digitalisierung noch nicht verstanden, wurde die Abkürzung „ISDN“ spöttisch zum Backronym „Ist sowas denn nötig?“ glossiert. Gleichzeitig wurde vor Risiken von ISDN gewarnt. Beispielsweise argumentierten einige Datenschutzexperten, dass ISDN ein „qualitativer Sprung“ bei der totalen Erfassung sei, da es die Erfassung und Speicherung sämtlicher Verbindungsdaten ermögliche (vgl. Vorratsdatenspeicherung).
Nachdem bis zum Mai 1994 notwendige Softwareänderungen in den Vermittlungsstellen abgeschlossen waren, war Euro-ISDN in Deutschland kommerziell verfügbar. Seit September 1995 war das Telefonnetz so weit digitalisiert, dass ISDN flächendeckend verfügbar war (bei noch nicht digitalen Vermittlungsstellen durch Fremdanschaltung; die vollständige Digitalisierung wurde Ende 1997 erreicht). Bis Mitte 1996 wurde die Umstellung auf ISDN-Technik durch die Deutsche Telekom mit einer großen Fördermaßnahme unterstützt – für einen neuen Anschluss wurden bis zu 300 DM und bei Anschaffung einer Telefonanlage bis zu 700 DM gutgeschrieben.
In der Geschäftsstrategie der Deutschen Telekom hatte die Vermarktung von ISDN lange außerordentliches strategisches Gewicht. Daher entschied man sich als weltweit einziger etablierter Netzbetreiber bei der Einführung der ADSL-Technik flächendeckend für das mit Reichweiten- und Bandbreitennachteilen behaftete ADSL-over-ISDN (Annex B). Kunden mit analogem T-Net-Anschluss sollten keine DSL-Verfügbarkeits- bzw. Bandbreitenvorteile gegenüber T-ISDN-Kunden haben. Mit der Umstellung auf NGN wird seitens der Deutschen Telekom ISDN nicht mehr vermarktet und es wurden anbieterseitige Kündigungen der ISDN-Anschlüsse ausgesprochen, um die Umstellung auf IP-basierte Anschlüsse in der Fläche zu erproben. Von der Deutschen Telekom wird bei den IP-basierten Anschlüssen für splitterloses DSL („DSL ohne Splitter“) Annex J verwendet. Das bedeutet nach Planung das Ende für Telefonanschlüsse des ISDN (und damit für ADSL-over-ISDN, „Annex B“) im Netz der Deutschen Telekom.
Ende 2006 existierten 12,65 Mio. ISDN-Basisanschlüsse (genau ein Drittel der Telefonanschlüsse insgesamt) und 113.000 ISDN-Primärmultiplexanschlüsse. 2016 gab es 8,23 Mio. Analog-, 4,57 Mio. Basis- und 85.000 Primärmultiplexanschlüsse sowie 26.000 öffentliche Telefonstellen, Tendenz weiter fallend.
Im Jahr 2009 waren in der Bundesrepublik bei 32,1 % aller Haushalte ISDN-Anschlüsse geschaltet. Von 2007 bis 2013 sank die Anzahl der ISDN-Basis-Anschlüsse in Deutschland von 12,86 Millionen auf 9,02 Millionen.
Die Telekom hat ursprünglich angekündigt, die Migration aller Privatkunden mit ISDN-Anschlüssen auf andere Produkte bis 2018 abgeschlossen zu haben. Dieser Termin wurde mehrfach verschoben, zuletzt auf Ende 2020. Ende 2022 wurde ISDN komplett abgeschaltet.

### Österreich
In Österreich begann die Digitalisierung 1978 mit der Einführung des OES (Oesterreichisches Elektronisches System) durch die Post- und Telegraphenverwaltung (PTV). Ab 1986 wurde die OES-Technik flächendeckend eingesetzt. Im Februar 1992 wurde im Bereich der Wiener Ortsvermittlungsstelle „Dreihufeisengasse“ ein ISDN-Pilotversuch gestartet, an dem bis zum Jahresende bereits 200 Basisanschlüsse angeschlossen wurden. Bis 1999 wurde das gesamte österreichische Telefonnetz digitalisiert, in diesem Jahr gab es insgesamt 247.000 ISDN-Anschlüsse. 2002 stieg die Zahl auf insgesamt 438.000. Die österreichische Implementierung von ISDN unterscheidet sich von anderen u. a. dadurch, dass es eine „Globalnummer“ gibt, die keinem Gerät per MSN zugeordnet werden kann. Manche ISDN-Geräte (zum Beispiel Telefonanlagen) müssen dieses Spezifikum berücksichtigen, um problemlos zu funktionieren. Mit dem Telekom Austria Produkt AON-Complete – der ersten Österreichischen Internetflatrate – kam es am 15. November 1999 zu einem Boom an ISDN-Neuanmeldungen, während ein ISDN B-Kanal der Internet Flatrate diente, war über den zweiten B-Kanal zugleich Telefonie möglich. Der ISDN-Complete-Tarif wurde aufgrund von massiven Protesten der Mitbewerber bereits Ende Februar 2000 für Neukunden wieder eingestellt.

### Schweiz
In der Schweiz wurde 1988 mit Swissnet 1 das erste ISDN in Betrieb genommen. Bis 1996 konnten insgesamt 250.000 Kunden gewonnen werden, im Jahr 2004 gab es über 900.000 Anschlüsse. Im Jahre 2008 ist der Anteil von ISDN-Anschlüssen jedoch wieder geschrumpft. Da zu dieser Zeit ein VDSL-Modem über eine Analogleitung Datenübertragungsraten von 20.000 kbit/s in Empfangsrichtung erreicht, hat sich die Bedeutung von ISDN und die Beschränkung von ADSL-over-ISDN verringert. Zudem setzen dem Provider Swisscom (der als Einziger in dem sich öffnenden Markt ISDN anbietet) andere Lösungen entgegen: Sunrise Communications sowie Salt Mobile mit reinen Drahtloslösungen, sowie verschiedene Kabelnetzbetreiber (wie UPC Schweiz, Quickline, NetPlus, ImporWare – insgesamt weit über 1 Million Kunden) mit einem Angebot für Daten, Telefon, Fax und Fernsehsignal für über 200 Kanäle, darunter viel in HDTV Qualität auf Breitbandnetzen. Swisscom startete 2017 den großflächigen Wechsel von ISDN auf IP. Bis Ende September 2019 wurden alle Anschlüsse umgestellt.

### USA
In den USA wurde 1992 unter dem Namen NI-1 (US National ISDN Phase 1) das System 5ESS eingeführt, das sich von DSS1 stark unterschied. Später wurde als NI-2 eine verbesserte Version dieses Systems eingeführt. Aufgrund der fehlenden Förderung und der preislichen Gestaltung ist dieses System in den USA nur ein Nischenprodukt geblieben.
Parallel bietet AT&T unter dem Namen „5ESS“ ein eigenes nur endkundenseitig NI-1-kompatibles System an. Der auf Very Compact Digital Exchange (VCDX) basierende Datenstandard 5ESS-2000 stellt NI-1-Merkmale für digitale Endgeräte an einer analogen Vermittlungsstelle zur Verfügung und ist damit eine Brückentechnologie zwischen analoger und digitaler Telefonie für einen verhältnismäßig kleinen Kundenkreis.

### Internationale Verbreitung
Sehr unterschiedlich entwickelte sich die Verbreitung von ISDN weltweit.
| Norwegen       | 401 |
| Dänemark       | 339 |
| Deutschland    | 333 |
| Schweiz        | 331 |
| Japan          | 240 |
| Großbritannien | 170 |
| Finnland       | 170 |
| Schweden       | 140 |
| Italien        | 105 |
| Frankreich     | 90  |
| Spanien        | 58  |
| USA            | 47  |

## Unterschiede zum analogen Anschluss
Der Hauptunterschied zum analogen Festnetzanschluss besteht in der digitalen Übertragung bis zum Endgerät. Dadurch ist es möglich, über einen Anschluss mehrere Kanäle gleichzeitig zu übertragen. Beim ISDN-Basisanschluss stehen zwei Kanäle zur Verfügung, die völlig unabhängig voneinander für Telefongespräche, Fax oder Datenübertragungen genutzt werden können; man kann also zum Beispiel während eines Telefongesprächs ein Fax absenden oder gleichzeitig telefonieren und (ohne ADSL) im Internet surfen.
Für einen ISDN-Mehrgeräteanschluss können in Deutschland bis zu 10 Rufnummern (genannt Multiple Subscriber Number, MSN) vergeben werden, die beliebig auf die ISDN-Endgeräte verteilt werden können. Durch die Dienstkennungen unterschieden, kann eine MSN für verschiedene Anwendungen (Dienste), zum Beispiel für Telefonie und ISDN-Datenübertragung, genutzt werden, ohne dass diese sich gegenseitig stören – in der Theorie. In der Praxis kommt es zu Konflikten, wenn beispielsweise ein Fax von einem Analoganschluss (also ohne Dienstkennung) eine MSN anruft, die nur per Dienstkennung zwischen Fax und Telefon unterscheidet. In der Praxis verließ man sich deshalb meist nicht auf diese Funktion, sondern vergab für jedes Gerät eine der zehn MSNs. Zusätzlich stellt ISDN zahlreiche vermittlungstechnische Leistungsmerkmale bereit, deren Steuerinformationen – wie auch die Signalisierung zum Aufbau und Abbau der Verbindungen – über einen separaten Datenkanal (D-Kanal) übertragen werden.
Die digitale Übertragung ermöglicht gegenüber der analogen Technik zahlreiche Qualitätsverbesserungen: Die Signale können bei durchgehend digitaler Übertragung verlustfrei übertragen werden. Bei der analogen Übertragung wird das Signal nur verstärkt, nicht regeneriert. Dabei wird nicht nur das Nutzsignal verstärkt, sondern auch Rauschen und Fremdspannungen. Je länger die Verbindungsstrecke ist, desto kleiner wird bei analoger Übertragung das Signal-Rausch-Verhältnis, somit verschlechtert sich die Qualität der Übertragung. Die Sprachqualität digitaler Übertragungen ist deshalb deutlich besser. Außerdem sind Datenübertragungen schneller, da kein Modem zwischengeschaltet werden muss, sondern die Daten direkt über das Netz übermittelt werden. Prinzipiell kann die Übertragung über eine Anschlussleitung bei Verwendung effektiver Codierungs- und Modulationsverfahren viel schneller als die ISDN-Geschwindigkeit von 2 × 64 kbit/s sein (etwa bei DSL), die Begrenzung auf den für Sprache typischen Frequenzbereich von 300 Hz bis 3400 Hz in den Übertragungs- und Vermittlungssystemen schränkt die Geschwindigkeit jedoch ein.
Um analoge Endgeräte wie Telefon, Fax, Anrufbeantworter oder Modem an einen ISDN-Anschluss anzuschließen, benötigt man einen a/b-Wandler, der auch als Terminaladapter (abgekürzt TA) bezeichnet wird, oder eine ISDN-Telefonanlage mit analogen Nebenstellenanschlüssen.
Nachteil der ISDN-Technik gegenüber analogen Anschlüssen ist, dass ein Betrieb eines einfachen schnurgebundenen Telefons ohne eigenständige Stromversorgung im Regelbetrieb nicht vorgesehen ist – zumindest entweder NTBA oder das ISDN-Telefon müssen laut ISDN-Spezifikation im Regelbetrieb extern mit Strom versorgt werden. Ausnahme davon ist der Notbetrieb, bei dem, falls der NTBA nicht mit Netzspannung versorgt wird, die Versorgungsspannung auf dem S0-Bus umgekehrt wird und dadurch dem (dann einzigen zulässigen) Endgerät signalisiert wird, dass es seinen Verbrauch einschränken muss.

## Öffentlich verfügbare Anschlusstypen
Ein ISDN-Anschluss ist in zwei Varianten verfügbar: Als Basisanschluss (an einer Uk0-Schnittstelle) oder als Primärmultiplexanschluss (an einer Uk2- oder UG2-Schnittstelle).

### Basisanschluss (Basic Rate Interface (BRI))
Ein Basisanschluss hat zwei Nutzkanäle (B-Kanäle) und einen Kanal für Steuerinformationen (D-Kanal). Jeder der beiden Nutzkanäle bietet eine Datenübertragungsrate von 64 kbit/s (USA und einige andere Länder 56 kbit/s), der Steuerkanal (D-Kanal) von 16 kbit/s. Für die Rahmenkennung (Synchronisation) und für Servicezwecke werden weitere 16 kbit/s belegt, sodass die Bruttobitrate am Basisanschluss 160 kbit/s beträgt.
Basisanschlüsse sind verfügbar als
- Mehrgeräteanschluss (Point-to-Multipoint) zum Anschluss von bis zu acht ISDN-Endgeräten
- Anlagenanschluss mit Basisnummer (Point-to-Point) zum Anschluss einer einzigen Telekommunikationseinrichtung, zum Beispiel einer Telefonanlage

### Primärmultiplexanschluss (Primary Rate Interface (PRI))
Ein Primärmultiplexanschluss hat 30 Nutzkanäle mit je 64 kbit/s (USA und einige andere Länder 56 kbit/s) und einen Steuerkanal mit 64 kbit/s sowie einen weiteren Kanal für Synchronisation und Wartung mit weiteren 64 kbit/s. Er ist nur als Anlagenanschluss verfügbar und wird zum Anschluss von Telefonanlagen oder für 2-Mbit/s-Festverbindungen genutzt.

## Anbieter in Deutschland
In Deutschland können seit dem Inkrafttreten der dritten Stufe der Postreform 1998 neben der Deutschen Telekom auch andere Netzbetreiber Telefonanschlüsse anbieten, wobei die alternativen Netzbetreiber üblicherweise die sogenannte Letzte Meile, also die Anschlussleitung von der Ortsvermittlungsstelle bis in die Wohnung des Teilnehmers, von der Deutschen Telekom mieten und zur Anbindung des Teilnehmers an die eigene Vermittlungstechnik nutzen. Weiterhin können Verbindungsnetzbetreiber und Internetprovider ISDN-Verbindungsleistungen auf der Basis von Call-by-Call/Internet-by-Call und Preselection über bestehende T-ISDN-Anschlüsse der Telekom anbieten. Im Jahr 2022 stellte mit Vodafone auch der letzte Betreiber eines ISDN-Netzes auf IP-Telefonie um; neu ist ein ISDN-Anschluss nicht mehr erhältlich.
In neuer Zeit tritt verstärkt das Phänomen des sog. „unechten“ ISDN-Anschlusses auf. Dabei stellt ein Anbieter dem Kunden über ein IAD eine S0-Schnittstelle zur Verfügung, ohne allerdings alle ISDN-Funktionen zu unterstützen. Es handelt sich dann meist um Anschlüsse auf der Basis von NGN. Eine klassische Übertragung per Uk0 im Basisband liegt dann nicht mehr vor. Diese Technik wird z. B. von Kabelnetzbetreibern mit einer Fritz!Box vom Hersteller AVM angeboten, da über das Kabelfernsehnetz nur Voice over Cable möglich ist.

## Physische Spezifikationen

### Verkabelung beim Mehrgeräteanschluss (Point-to-Multipoint)

Anschlussplan für den S_{0}-Bus

Bei einem Mehrgeräteanschluss erfolgt die Verbindung zur Ortsvermittlungsstelle ebenso wie bei einem analogen Anschluss über eine Kupfer-Doppelader. Die alte TAE-Dose ist eigentlich überflüssig geworden, bleibt meist jedoch aus Kostengründen (zum Anschluss eines NTBA durch den Kunden; NTBA mit Selbstmontage) bestehen. In der Regel wird der NTBA mit einem mitgelieferten Spezialkabel an die TAE-Dose angeschlossen. Der NTBA setzt das digitale Signal von der ankommenden zweiadrigen UK0- auf die vieradrige S0-Schnittstelle um.
Alternativ sind in nebenstehendem Anschlussplan bei Verwendung von UAE-Dosen auch folgende Klemmenbezeichnungen möglich: 1a = 4; 1b = 5; 2a = 3; 2b = 6.
Reichen die am NTBA vorhandenen Steckmöglichkeiten nicht aus oder sollen die Endgeräte räumlich getrennt aufgestellt werden, kann bei Bedarf ein bis zu 150 m langer passiver S0-Bus angeklemmt werden. Dafür sollten Leitungen mit mindestens 0,6 mm Aderndurchmesser verwendet werden, eine spezielle Abschirmung ist in der Regel nicht erforderlich; Leitungen der Kategorie 3 reichen aus. An maximal zwölf IAE- oder UAE-Dosen können gleichzeitig insgesamt bis zu acht Endgeräte angeschlossen werden, maximal vier Geräte können dabei über den NTBA mit Strom versorgt werden (12:8:4-Regel). Das Ende des S0-Busses sollte über zwei 100-Ω-Abschlusswiderstände terminiert werden. Diese Abschlusswiderstände verhindern eine Reflexion des Signals am offenen Ende des Bussystems. Ausschließlich bei einer theoretisch unendlich langen Leitung könnte die Terminierung vernachlässigt werden. Eine Installation mit dem NTBA in der Busmitte verlangt an beiden Bus-Enden Abschlusswiderstände, die Widerstände im NTBA sind in diesem Fall abzuschalten.
Der NTBA ist kein Endgerät, sondern eine Netzkomponente: Den Übergang vom öffentlichen Telefonnetz in das teilnehmereigene Hausnetz (mit allen Rechten und Pflichten) bildet nicht wie beim analogen Anschluss die sogenannte 1. TAE, sondern der NTBA. Sind im Haus (schaltungstechnisch) vor dem NTBA noch analoge Zusatzgeräte (zum Beispiel Zusatzwecker oder Wechselschalter) vorhanden, müssen diese vor Inbetriebnahme des ISDN-Anschlusses abgebaut werden.

TAE-Dose
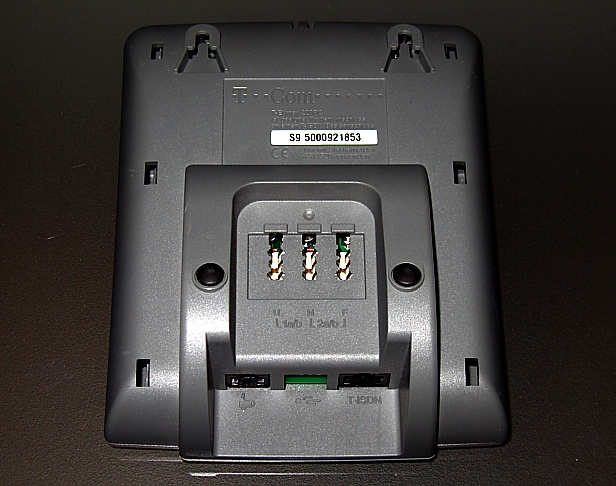
Eumex 220PC Telefonanlage
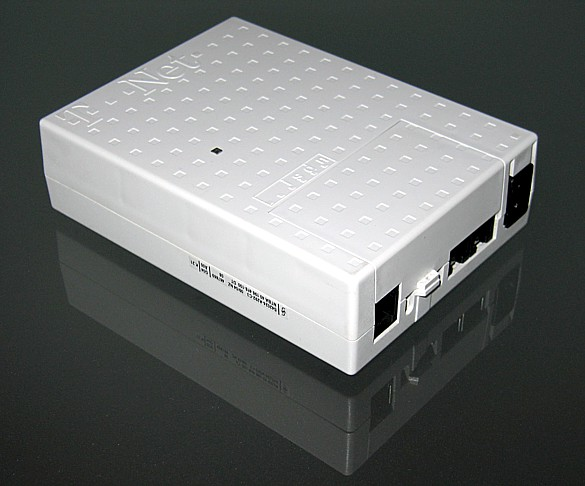
NTBA der Deutschen Telekom
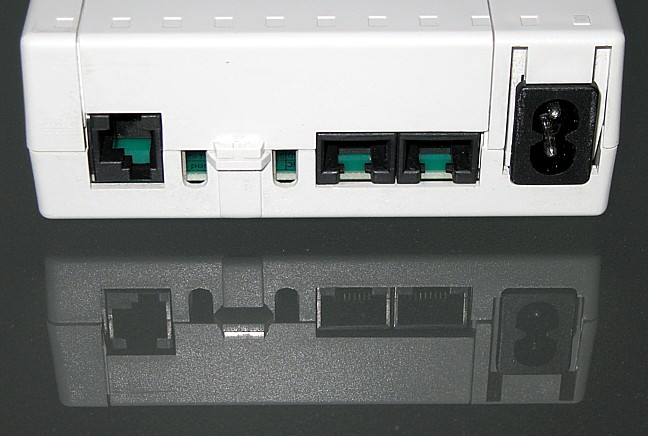
NTBA der Deutschen Telekom

### Verkabelung beim Anlagenanschluss (Point-to-Point)
Bei einem Anlagenanschluss wird an den NTBA beziehungsweise NTPM nur ein ISDN-Gerät angeschlossen. Das ist in der Regel eine Telefonanlage.
- Bei einem Basisanschluss ist die Verkabelung prinzipiell wie unter Mehrgeräteanschluss beschrieben, mit dem Unterschied, dass maximal eine Dose verwendet wird. Der Anschluss des NTBA an die Hausstromversorgung ist dabei nicht erforderlich (siehe Stromversorgung bei S0).
- Bei einem Primärmultiplexanschluss erfolgt die Verkabelung meist sechsadrig; zwei Doppeladern für die S2M-Schnittstelle und eine Doppelader für die Stromversorgung des NTPM, da dieser in der Regel durch die Telefonanlage mit Strom versorgt wird.
- Die Kabellänge zwischen dem NTBA und der Telefonanlage, als einzigem angeschlossenem Gerät, kann je nach verwendetem Kabeltyp maximal 500 bis 1000 m betragen.
- Neben speziellen ISDN-Kabeln (Westernstecker, zwei Aderpaare verwendet) können auch Netzwerkkabel zur Verbindung der Geräte verwendet werden.

### Stromversorgung

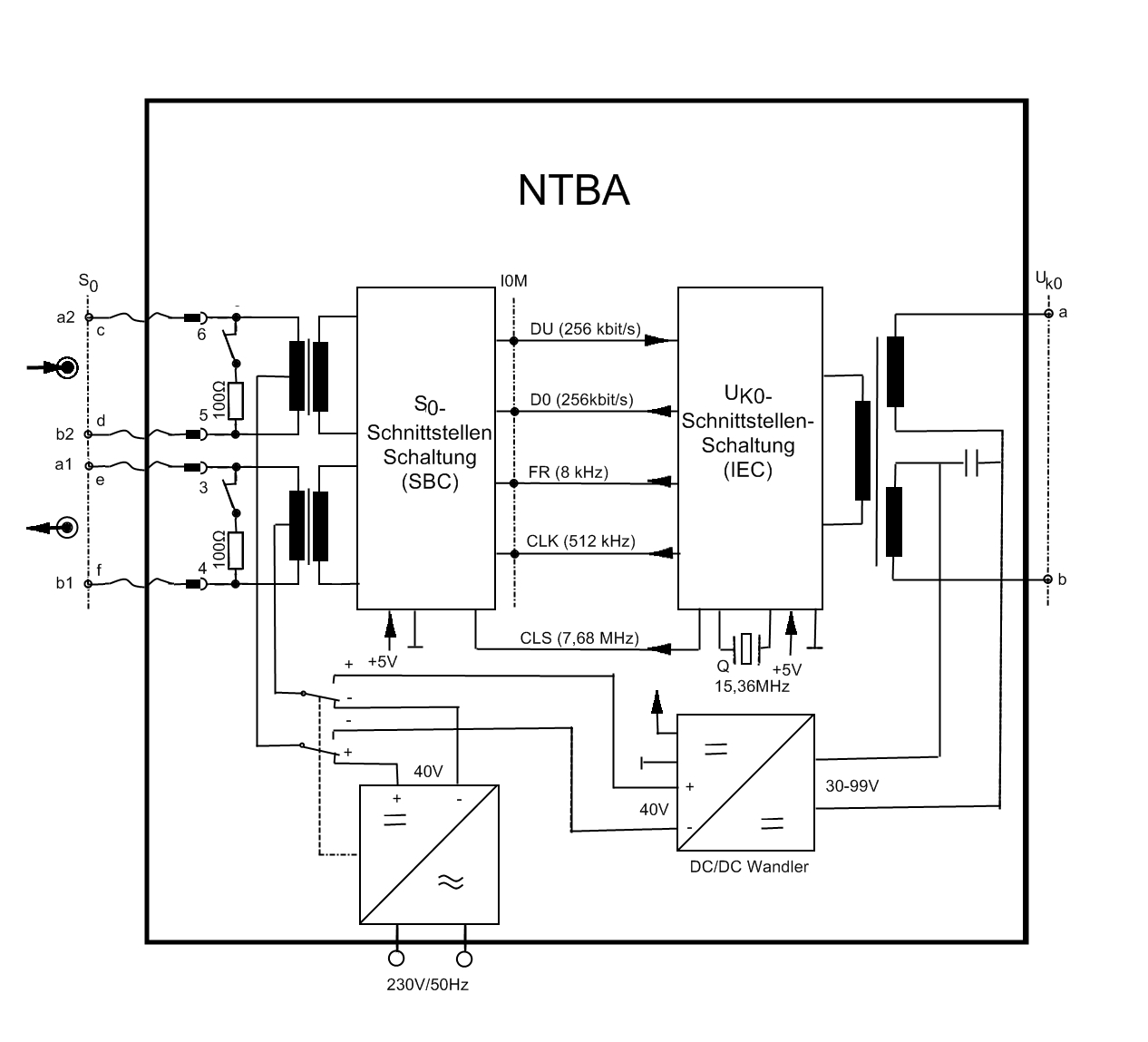
Schaltbild eines NTBA

#### Regelstromversorgung
Um angeschlossene Geräte mit Strom versorgen zu können, erzeugt der an die Hausstromversorgung angeschlossene NTBA eine Speisespannung von 40 V. Diese wird über den S0-Bus zu den Endgeräten geleitet und darf mit maximal 4,5 W belastet werden. Die Speisung erfolgt dabei durch das Einkoppeln in die Signaladern. Um die Sende- und Empfangselektronik nicht zu behindern, wird die Spannung zwischen den Adernpaaren für die Sende- und Empfangsrichtung aufgebaut. Innerhalb eines Adernpaares ist also keine Spannung messbar. Dieses Konzept wird auch als Fernspeisung bezeichnet. Bei Regelstromversorgung liegt der Pluspol der Speisung an den Pins 3 und 6 des NTBA, der Minuspol an den Pins 4 und 5.
Der Anschluss des NTBA an die 230-V-Versorgung ist nur dann notwendig, wenn direkt am NTBA oder an einem angeschlossenen S0-Bus Endgeräte ohne eigene Stromversorgung (z. B. ein ISDN-Telefon) angeschlossen werden sollen. Haben alle angeschlossenen Geräte eine eigene Stromversorgung, muss der NTBA nicht an die 230-V-Versorgung angeschlossen werden; die Energie für seinen eigenen Betrieb erhält der NTBA immer von der Vermittlungsstelle über die Teilnehmeranschlussleitung. Letztere Installationsform spart Energie und kann sich positiv auf die Lebensdauer des NTBA auswirken, da das integrierte Netzteil dann nicht in Betrieb ist und somit weniger Wärme erzeugt wird.

#### Notstromversorgung
Damit auch bei einem teilnehmerseitigen Stromausfall telefoniert werden kann, können geeignete ISDN-Telefone von der Ortsvermittlungsstelle mit Energie versorgt werden (Notstrombetrieb). Die Leistung, die der NTBA bei Stromausfall liefern kann, ist jedoch auf 380 mW begrenzt. Bei Notstrombetrieb kann nur ein einziges (notspeisefähiges und -berechtigtes) ISDN-Telefon versorgt werden, obwohl mehrere notspeisefähige Geräte am S0-Bus angeschlossen sein können, die jedoch keine Notspeiseberechtigung haben (dürfen), da das die Notspeisung überlasten würde bzw. eine Schutzabschaltung eintritt. Diese Option, den Notbetrieb bei einem Telefon zu aktivieren, ist in der Regel als mechanischer Schalter ausgeführt. Dadurch kann diese Einstellung auch im Fall eines bereits vorliegenden Notbetriebs noch geändert werden, da hier oft nur Grundfunktionen des ISDN-Telefons zur Verfügung stehen: Telefoniert werden kann ganz normal, aber apparateseitige Komfortmerkmale mit hohem Stromverbrauch (z. B. Freisprechen, Lauthören, Displaybetrieb) funktionieren im Notstrombetrieb meist nicht.
Im Unterschied zur normalen Speisung wird die Notspeisespannung mit umgekehrter Polarität an die Leitungen des Busses angelegt. Dadurch erkennen ISDN-Endgeräte den Notstrombetrieb.
Nicht alle Telefontypen sind notspeisefähig. So brauchen beispielsweise die Basisstationen von Schnurlostelefonen auf jeden Fall eine lokale Spannungsversorgung, die bei Netzausfall z. B. aus einer USV erfolgen kann.

## Logische Spezifikationen

### Implementierungen
In Deutschland wurde ursprünglich ISDN nach dem nationalen Standard 1TR6 angeboten, seit 1991 existiert jedoch ein europaweit einheitlicher ISDN-Standard (DSS1); ISDN mit DSS1-Protokoll wird auch als Euro-ISDN bezeichnet. Außerhalb Europas und in Telefonanlagen kommen auch andere Implementierungen zum Einsatz. Die letzten ISDN-Anschlüsse, die noch das nationale 1TR6-Protokoll unterstützten, wurden im Dezember 2006 endgültig auf das DSS1-Protokoll umgestellt.
In den USA gibt es ISDN unter dem Namen NI-1 (US National ISDN Phase 1) und NI-2. Die Datenübertragungsrate der Nutzkanäle (B-Kanäle) beträgt wegen der in Nordamerika verwendeten PCM-Kodierung und Sprachkompression (μ-law) dabei nur 56 kbit/s.
In Japan und Hongkong gibt es ISDN-Systeme mit dem Namen INS-Net 64, in Australien TPH 1962.

### Sprachübertragung
Die Sprachsignale werden für die Übertragung im Euro-ISDN mit einer Abtastrate von 8 kHz digitalisiert (Puls-Code-Modulation, PCM) und mit Hilfe einer logarithmischen Kennlinie, die die Besonderheiten der menschlichen Wahrnehmung berücksichtigt (ITU-T-Standard G.711, A-law-Verfahren), zu 8 Bit pro Abtastwert codiert. Damit ergibt sich die für ISDN typische Übertragungsgeschwindigkeit von 64 kbit/s (8000-mal pro Sekunde 8 Bit). Übertragen wird der Frequenzbereich von 300 bis 3400 Hz.
Es ist jedoch auch möglich, den Codec G.722 über ISDN zu übertragen (siehe HD-Telefonie), da dieser auch 64 kbit/s Bandbreite benötigt. Dieser überträgt die Frequenzen von 50 Hz bis 7000 Hz. Beide Gegenstellen müssen dabei HD-fähig sein.

### Datenübertragung
Die B-Kanäle sind bittransparent und synchron, sodass beliebige Leitungscodes verwendet werden können. Um eine Verdoppelung der Datenübertragungsrate zu erreichen, können die beiden B-Kanäle eines Basisanschlusses auch gebündelt werden. Um diese Möglichkeit zu nutzen, sind Endgeräte erforderlich, die in der Lage sind, die beiden B-Kanäle zu synchronisieren (beispielsweise ISDN-PC-Karten oder Videokonferenzsysteme).
Mit Hilfe geeigneter Router können mehrere oder alle Nutzkanäle eines Primärmultiplexanschlusses gebündelt werden. Dadurch können Datenübertragungsraten bis zu 1920 kbit/s (netto) erzielt werden. Diese Möglichkeit wird insbesondere für die Vernetzung von entfernten Standorten innerhalb eines Firmennetzwerks oder für Standleitungen ins Internet genutzt.

#### V.110
V.110 ist ein Protokoll der ITU-T zur Nutzung von Endgeräten mit Schnittstellen der V-Serie (zum Beispiel V.24-Schnittstelle) an diensteintegrierenden Netzen. V.110 realisiert eine Bitratenadaption zur Anpassung der Datenübertragungsrate von langsamen Endgeräten, z. B. Modems, an ISDN. Die Datenübertragungsraten sind bis 19,2 kbit/s standardisiert; bei den meisten V.110-kompatiblen Terminaladaptern sind jedoch Datenübertragungsraten bis 38,4 kbit/s verfügbar. Jedes Bit der V-Schnittstelle wird in ein Bit des 64 kbit/s-Stromes des B-Kanals abgebildet, die Restkapazität wird mit Füllbits gefüllt. Bei einigen Implementierungen können niedrigere Geschwindigkeiten im Multiplexverfahren genutzt werden. Die in V.110 beschriebene Bitratenadaption wird oft auch außerhalb von ISDN verwendet.

#### V.120
V.120 ist eine Weiterentwicklung des Protokolls V.110. Die standardisierte Datenübertragungsrate beträgt hier bis zu 56 kbit/s. V.120 sieht Möglichkeiten für statistisches Multiplexen vor.

### Signalisierung
Die Signalisierung erfolgt bei ISDN Out-of-Band – sie wird auf einem eigenen Kanal übertragen, und nicht wie im analogen Netz beispielsweise mit Hilfe des Mehrfrequenzwahlverfahrens im Sprachkanal. Dadurch funktionieren der Verbindungsaufbau und die Steuerung der vermittlungstechnischen Leistungsmerkmale sicherer und schneller. Technisch wird für die Signalisierung der D-Kanal genutzt, der bei Basisanschlüssen eine Datenrate von 16 kbit/s und bei Primärmultiplexanschlüssen von 64 kbit/s hat.
Im Kernnetz wird für die Signalisierung zwischen den Vermittlungsstellen auf den sogenannten Zentralen Zeichengabekanälen das Protokoll Signalling System No 7 verwendet.

### Referenzpunkte und Schnittstellen
Ein ISDN-Anschluss besteht aus zwei Teilen: aus der Teilnehmeranschlussleitung (beim Basisanschluss die UK0-Schnittstelle; beim Primärmultiplexanschluss die UK2-Schnittstelle) und der hausinternen Verkabelung (beim Basisanschluss der S0-Bus; beim Primärmultiplexanschluss die S2M-Schnittstelle). Die Teilnehmeranschlussleitung wird durch einen Netzabschluss abgeschlossen (beim Basisanschluss NTBA; beim Primärmultiplexanschluss NTPM).
Funktionseinheiten:

ISDN-Referenzpunkte

- ET: Exchange Termination (Vermittlungsabschluss) (Ortsvermittlungsstelle)
  - Vermittlungsstelle (Schichten 1 bis 3)
- LT: Line Termination (Leitungsabschluss) (Ortsvermittlungsstelle)
  - Leitungsübertragungseinrichtung
  - Umsetzung zwischen relativ niedrigratigem Teilnehmeranschluss und hochratigem Multiplexanschluss auf der Vermittlungsseite
- NT1: Network Termination 1 (NTBA)
  - Schicht 1
- NT2: Network Termination 2
  - Schicht 1 bis 3
  - optional, erfüllt (wenn vorhanden) vermittelnde oder konzentrierende Aufgaben (z. B. eine Telefonanlage)
- TA: Terminal Adaptor (Terminaladapter, a/b-Wandler)
  - passt TE2 an die Anforderungen von NT1 bzw. NT2 an
- TE1: Terminal Equipment Type 1 (ISDN-Endgerät)
  - Gerät, das allen ISDN-Interface-Empfehlungen genügt
- TE2: Terminal Equipment Type 2 (nicht ISDN-fähiges Endgerät)
  - Gerät, das die ISDN-Interface-Empfehlungen nicht erfüllt

Die Schnittstelle zu Software wird meist durch die CAPI hergestellt. Unter Linux wurden früher auch die Hisax-Treiber verwendet.

### Adressierung bei ISDN

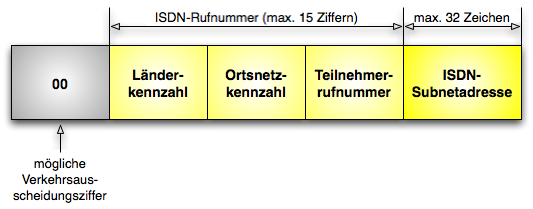
Aufbau der ISDN-Adressen

ISDN-Adressen sind nach der ITU-T-Richtlinie E.164 festgelegt. Die ISDN-Adresse besteht aus der ISDN-Rufnummer und -Subadresse. Die ISDN-Rufnummer adressiert zum Beispiel einen Teilnehmer an einem Basisanschluss. Die Subadresse ist maximal 32 Zeichen lang und dient zum Beispiel zur Adressierung eines Hosts in einem LAN (dieses muss dazu über ein geeignetes Gateway am ISDN angeschlossen sein). Die Subadresse ist für ISDN transparent und nur den nutzenden Teilnehmern bekannt.

## ISDN-Emulation über NGN
Seit der zunehmenden Migration der leitungsvermittelten Festnetze hin zur NGN-Netztopologie bieten einige Anbieter mittels IP-Telefonie „ISDN“ über vorhandene DSL-Anschlüsse als sogenannte ISDN-NGN-Anschlüsse an. Das erfolgt dort, wo der Anbieter keine eigenen Ortsvermittlungsstellen unterhält bzw. diese nicht mehr weiter ausbaut und seine Telekommunikationsdienstleistung stattdessen exklusiv mittels Datenanschluss-Vorleistung (Bitstromzugang, T-DSL-Resale) oder eigenen DSLAMs anbietet.
Anstatt durch den NTBA erfolgt der Netzabschluss mit dem für ISDN-Endgeräte bereitgestellten ISDN-S0-Bus durch ein Integrated Access Device und die Kommunikation läuft IP-basiert über ein SIP-Gateway. Dabei werden ISDN-typische Merkmale nachgebildet bzw. emuliert; es handelt sich aber um keinen vollwertigen DSS1-ISDN-Anschluss. Aufgrund eines fehlenden Datenkanals werden meist nur Sprachdienste unterstützt – zahlreiche ISDN-Dienstmerkmale stehen somit nicht zur Verfügung (z. B. Gruppe-4-Telefax, B-Kanalbündelung, Datex-P, Parken/Entparken).
Meist fehlt auch die Notspeisefähigkeit. Bei einem Ausfall der regulären Energieversorgung ist der Teilnehmer eines solchen emulierten ISDN-Anschlusses bei fehlender USV nicht erreichbar und kann nicht telefonieren – anders als bei einem Anschluss mit Notspeisung. Selbst bei vorhandener USV muss allerdings beachtet werden, dass ein evtl. zwischengeschalteter Outdoor-DSLAM nicht notstromversorgt ist und somit die Kommunikation trotzdem ausfällt – im Gegensatz zu ISDN. Hier wurde die Vermittlungsstelle meist über Stützbatterien und Notstromaggregate notversorgt; außerhalb der Vermittlungsstellen war im Normalfall nur passive Technik (Kabelverzweiger) eingesetzt. Mit ISDN over IP existiert ein proprietäres Protokoll, das ISDN mit allen Leistungsmerkmalen auch über Voice-over-IP-Verbindungen ermöglicht, aber wegen des kostengünstiger realisierbaren SIP kaum Anwendung findet.